# Anania subochralis
Anania subochralis is een vlinder van de familie van de grasmotten (Crambidae). De wetenschappelijke naam van deze soort is voor het eerst voorgesteld als Ebulea subochralis door Paul Dognin in een publicatie uit 1905.
Het exemplaar waarover Dognin beschikte was afkomstig uit Yangana, nabij Loja in Ecuador.